# Polnischer Fußballpokal 1984/85

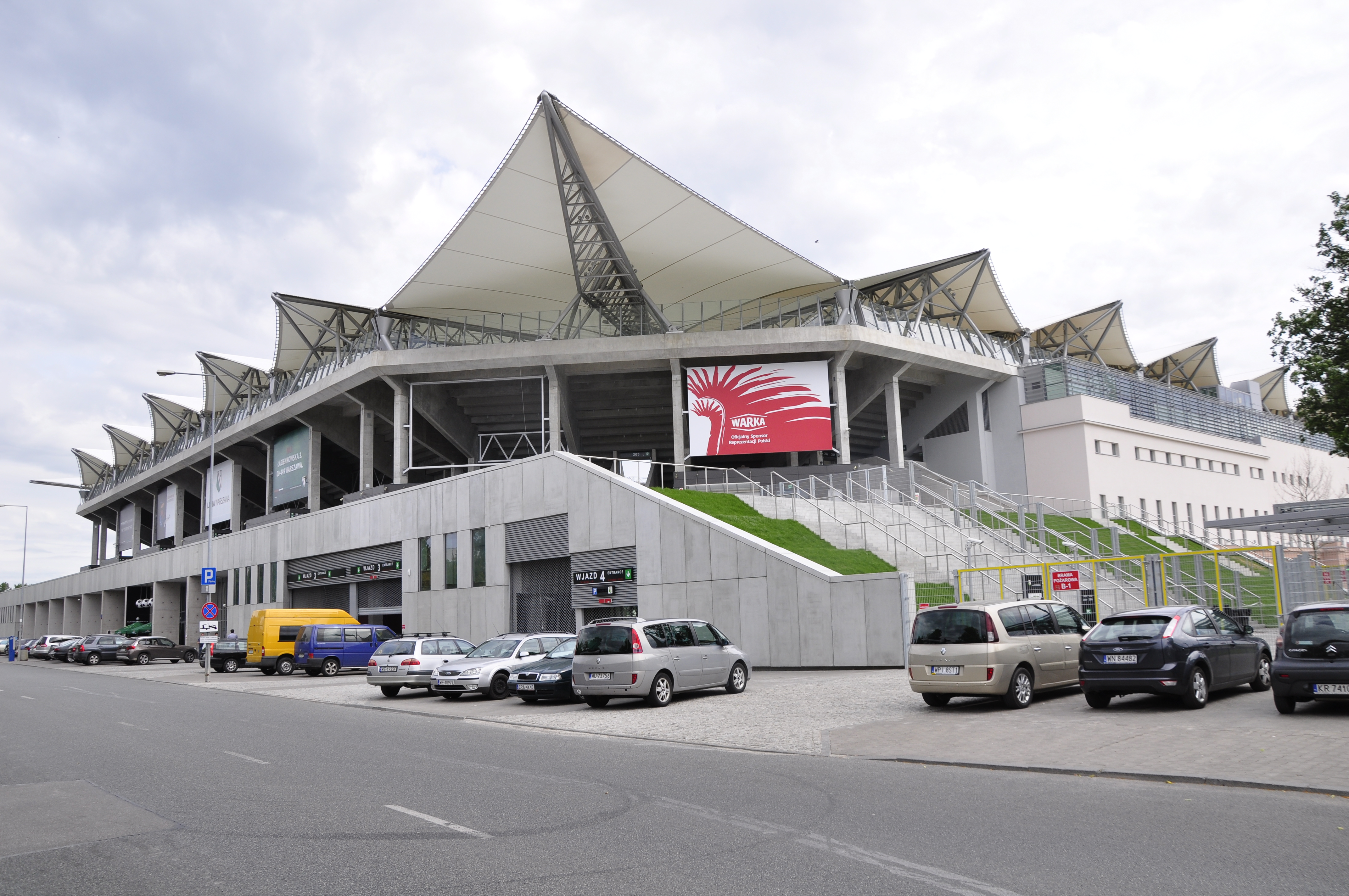
Stadion Wojska Polskiego in Warschau (heute: Pepsi Arena) nach dem Umbau, Austragungsort des polnischen Pokalfinales 1985

Der Puchar Polski 1984/85 war die 31. Ausspielung des polnischen Pokalwettbewerbs. Er begann am 29. Juli 1984 und wurde mit dem Finale am 26. Juni 1985 abgeschlossen.
Die beiden Finalisten Widzew Łódź und GKS Katowice erreichten zum ersten Mal in ihrer Vereinsgeschichte das nationale Pokalendspiel. Widzew Łódź gewann den Pokal und war somit für die Teilnahme am Europapokal der Pokalsieger qualifiziert.

## Teilnehmende Mannschaften
| 1. Liga 16 Vereine der Saison 1983/84 | 2. Liga 32 Vereine der Saison 1983/84 | 64 regionale Teilnehmer aus den Woiwodschaften | 64 regionale Teilnehmer aus den Woiwodschaften | 64 regionale Teilnehmer aus den Woiwodschaften |
| Lech Posen (TV) Widzew Łódź Pogoń Szczecin Górnik Zabrze Legia Warschau Górnik Wałbrzych Ruch Chorzów Śląsk Wrocław GKS Katowice Motor Lublin Wisła Krakau Zagłębie Sosnowiec Bałtyk Gdynia ŁKS Łódź KS Cracovia Szombierki Bytom | Gruppe I Lechia Gdańsk Olimpia Posen Odra Wodzisław Zagłębie Lubin Zagłębie Wałbrzych Moto Jelcz Oława Stilon Gorzów Wielkopolski Stal Stocznia Szczecin Chemik Police Gwardia Warschau Piast Gliwice Victoria Jaworzno Odra Opole Arka Gdynia Celuloza Kostrzyn Olimpia Elbląg Gruppe II Radomiak Radom Polonia Bytom Stal Mielec Igloopol Dębica Włókniarz Pabianice Resovia Rzeszów Górnik Knurów Stal Stalowa Wola Korona Kielce Hutnik Krakau Błękitni Kielce Jagiellonia Białystok Hutnik Warschau Raków Częstochowa Wisła Płock Broń Radom | - W. Biała Podlaska AZS Biała Podlaska - W. Białystok Jagiellonia II Białystok - W. Bielsko-Biała BKS Stal Bielsko-Biała Piast Cieszyn - W. Bydgoszcz Zawisza Bydgoszcz - W. Chełm Włodawianka Włodawa - W. Ciechanów Mławianka Mława - W. Częstochowa Victoria Częstochowa Pogoń Blachownia - W. Elbląg Powiśle Czernin - W. Gdańsk Wierzyca Starogard Gdański Bałtyk II Gdynia - W. Gorzów Zjednoczeni Przytoczna - W. Jelenia Góra Granica Bogatynia - W. Kalisz Włókniarz Kalisz - W. Katowice Górnik Będzin GKS Tychy Wawel Wirek - W. Kielce Granat Skarżysko-Kamienna AKS Busko-Zdrój - W. Konin Górnik II Konin | - W. Koszalin Wielim Szczecinek - W. Kraków Prokocim Kraków Cracovia II - W. Krosno Karpaty Krosno - W. Legnica Górnik Polkowice - W. Leszno Polonia Leszno - W. Lublin KS Lublinianka - W. Łomża Olimpia Zambrów - W. Łódź Orzeł Łódź Widzew II Łódź - W. Nowy Sącz Limanovia Limanowa - W. Olsztyn Gwardia Szczytno - W. Opole Metal Kluczbork LZS Grudynia Wielka - W. Ostrołęka Bug Wyszków - W. Piła Polonia Jastrowie - W. Piotrków GKS Bełchatów - W. Płock Wisła II Płock - W. Poznań Warta Posen Lech II Posen - W. Przemyśl Czuwaj Przemyśl | - W. Radom Radomiak II Radom - W. Rzeszów Stal Rzeszów - W. Siedlce Promnik Łaskarzew - W. Sieradz Warta Siedarz - W. Skierniewice Mazovia Rawa Mazowiecka - W. Słupsk Czarni Słupsk - W. Suwałki Mazur Ełk - W. Szczecin Flota Świnoujście Arkonia Szczecin - W. Tarnobrzeg Siarka II Tarnobrzeg - W. Tarnów Wisłoka Dębica Jadowniczanka Jadowniki - W. Toruń Sparta Brodnica - W. Wałbrzych Piast Nowa Ruda - W. Warszawa Polonia Warschau Elektronik Piaseczno - W. Włocławek Start Radziejów - W. Wrocław Budowlani Wrocław Pogoń Oleśnica - W. Zamość Hetman Zamość - W. Zielona Góra Lechia Zielona Góra Promień Żary |

## 1. Runde
Die Spiele der 1. Runde fanden am 29. Juli 1984 mit den Teilnehmern aus den Woiwodschaften statt.
| Datum      |                           | Ergebnis              |                            |
| ---------- | ------------------------- | --------------------- | -------------------------- |
| 29.07.1984 | LZS Grudynia Wielka       | 2:1                   | Stal Rzeszów               |
| 29.07.1984 | KS Lublinianka Lublin     | 2:0                   | Czuwaj Przemyśl            |
| 29.07.1984 | Budowlani Wrocław         | 0:3                   | Piast Nowa Ruda            |
| 29.07.1984 | Limanovia Limanowa        | 1:0                   | Karpaty Krosno             |
| 29.07.1984 | Prokocim Kraków           | 2:2 n. V. (4:2 i. E.) | Radomiak II Radom          |
| 29.07.1984 | Jadowniczanka Jadowniki   | 3:1                   | Wisłoka Dębica             |
| 29.07.1984 | Granica Bogatynia         | 2:3                   | Bug Wyszków                |
| 29.07.1984 | Włodawianka Włodawa       | 1:3                   | Hetman Zamość              |
| 29.07.1984 | GKS Bełchatów             | 2:0                   | Pogoń Oleśnica             |
| 29.07.1984 | Górnik II Konin           | 2:1                   | Orzeł Łódź                 |
| 29.07.1984 | Mazovia Rawa Mazowiecka   | 1:1 n. V. (6:7 i. E.) | Polonia Warschau           |
| 29.07.1984 | Warta Sieradz             | 4:0                   | Widzew II Łódź             |
| 29.07.1984 | Jagiellonia II Białystok  | 2:1                   | Mazur Ełk                  |
| 29.07.1984 | Promnik Łaskarzew         | 3:5                   | Gwardia Szczytno           |
| 29.07.1984 | Powiśle Czernin           | 2:0                   | Wierzyca Starogard Gdański |
| 29.07.1984 | Olimpia Zambrów           | 2:3                   | AZS Biała Podlaska         |
| 29.07.1984 | Bałtyk II Gdynia          | 3:1                   | Mławianka Mława            |
| 29.07.1984 | Wielim Szczecinek         | 3:2                   | Flota Świnoujście          |
| 29.07.1984 | Zjednoczeni Przytoczna    | 1:2 n. V.             | Arkonia Szczecin           |
| 29.07.1984 | Włókniarz Kalisz          | 0:1                   | Warta Posen                |
| 29.07.1984 | Start Radziejów           | 2:1                   | Lech II Posen              |
| 29.07.1984 | Polonia Jastrowie         | 1:2                   | Czarni Słupsk              |
| 29.07.1984 | Sparta Brodnica           | 0:2                   | Zawisza Bydgoszcz          |
| 29.07.1984 | Górnik Polkowice          | 0:2                   | Lechia Zielona Góra        |
| 29.07.1984 | Promień Żary              | 2:2 n. V. (2:3 i. E.) | Polonia Leszno             |
| 29.07.1984 | Piast Cieszyn             | 0:7                   | GKS Tychy                  |
| 29.07.1984 | Wawel Wirek               | 0:0 n. V. (3:4 i. E.) | BKS Stal Bielsko-Biała     |
| 29.07.1984 | AKS Busko-Zdrój           | 0:0 n. V. (6:5 i. E.) | Górnik Będzin              |
| 29.07.1984 | Pogoń Blachownia          | 0:8                   | Cracovia II                |
| 29.07.1984 | Victoria Częstochowa      | 1:3                   | Metal Kluczbork            |
| 29.07.1984 | Granat Skarżysko-Kamienna | 3:1                   | Siarka II Tarnobrzeg       |
| 29.07.1984 | Elektronik Piaseczno      | 1                     | Wisła II Płock             |

## 2. Runde
Die Spiele der 2. Runde wurden am 5. und 8. August 1984 mit den Gewinnern der 1. Runde sowie den Mannschaften der 2. Liga der Saison 1983/84 ausgetragen.
| Datum      |                           | Ergebnis              |                            |
| ---------- | ------------------------- | --------------------- | -------------------------- |
| 05.08.1984 | Gwardia Szczytno          | 2:0                   | Jagiellonia Białystok      |
| 05.08.1984 | AKS Busko-Zdrój           | 0:3                   | Piast Gliwice              |
| 05.08.1984 | Piast Nowa Ruda           | 3:2                   | Odra Opole                 |
| 05.08.1984 | Polonia Leszno            | 1:8                   | Zagłębie Lubin             |
| 05.08.1984 | Warta Posen               | 0:0 n. V. (4:5 i. E.) | Chemik Police              |
| 05.08.1984 | GKS Bełchatów             | 1:2 n. V.             | Zagłębie Wałbrzych         |
| 05.08.1984 | Prokocim Kraków           | 1:5                   | Broń Radom                 |
| 05.08.1984 | Cracovia II               | 0:3                   | Victoria Jaworzno          |
| 05.08.1984 | Jadowniczanka Jadowniki   | 2:1                   | Górnik Knurów              |
| 05.08.1984 | Limanovia Limanowa        | 0:5                   | Polonia Bytom              |
| 05.08.1984 | Bałtyk II Gdynia          | 1:0                   | Wisła Płock                |
| 05.08.1984 | Arkonia Szczecin          | 1:0                   | Olimpia Posen              |
| 05.08.1984 | Polonia Warschau          | 1:1 n. V. (1:3 i. E.) | Gwardia Warschau           |
| 05.08.1984 | Lechia Zielona Góra       | 1:0                   | Stilon Gorzów Wielkopolski |
| 05.08.1984 | Zawisza Bydgoszcz         | 1:3                   | Lechia Gdańsk              |
| 05.08.1984 | GKS Tychy                 | 1:0                   | Odra Wodzisław             |
| 05.08.1984 | Jagiellonia II Białystok  | 2:2 n. V. (4:5 i. E.) | Błękitni Kielce            |
| 05.08.1984 | Powiśle Czernin           | 2:1                   | Arka Gdynia                |
| 05.08.1984 | Czarni Słupsk             | 2:1 n. V.             | Celuloza Kostrzyn          |
| 05.08.1984 | Metal Kluczbork           | 1:1 n. V. (2:3 i. E.) | Moto Jelcz Oława           |
| 05.08.1984 | LZS Grudynia Wielka       | 2:3                   | Radomiak Radom             |
| 05.08.1984 | Hetman Zamość             | 1:0                   | Stal Stalowa Wola          |
| 05.08.1984 | AZS Biała Podlaska        | 1:1 n. V. (3:4 i. E.) | Olimpia Elbląg             |
| 05.08.1984 | KS Lublinianka            | 1:0                   | Korona Kielce              |
| 05.08.1984 | BKS Stal Bielsko-Biała    | 0:0 n. V. (2:4 i. E.) | Hutnik Krakau              |
| 05.08.1984 | Elektronik Piaseczno      | 0:1                   | Hutnik Warschau            |
| 05.08.1984 | Wielim Szczecinek         | 0:1                   | Stal Stocznia Szczecin     |
| 05.08.1984 | Start Radziejów           | 1:2                   | Włókniarz Pabianice        |
| 05.08.1984 | Warta Sieradz             | 5:2                   | Raków Częstochowa          |
| 05.08.1984 | Bug Wyszków               | 2:1                   | Resovia Rzeszów            |
| 08.08.1984 | Górnik II Konin           | 0:3                   | Stal Mielec                |
| 08.08.1984 | Granat Skarżysko-Kamienna | 1:2                   | Igloopol Dębica            |

## 3. Runde
Die Spiele der 3. Runde fanden am 15. und 22. August 1984 statt. Es nahmen die Gewinner der 2. Runde teil.
| Datum      |                         | Ergebnis              |                     |
| ---------- | ----------------------- | --------------------- | ------------------- |
| 15.08.1984 | Hetman Zamość           | 2:1                   | KS Lublinianka      |
| 15.08.1984 | Bug Wyszków             | 2:1 n. V.             | Hutnik Warschau     |
| 15.08.1984 | Warta Sieradz           | 1:3 n. V.             | Włókniarz Pabianice |
| 15.08.1984 | Lechia Zielona Góra     | 3:2 n. V.             | Zagłębie Lubin      |
| 15.08.1984 | Jadowniczanka Jadowniki | 1:1 n. V. (5:4 i. E.) | Błękitni Kielce     |
| 15.08.1984 | Arkonia Szczecin        | 2:1                   | Olimpia Elbląg      |
| 15.08.1984 | Igloopol Dębica         | 1:0                   | Stal Mielec         |
| 15.08.1984 | GKS Tychy               | 1:2                   | Hutnik Krakau       |
| 15.08.1984 | Victoria Jaworzno       | 2:0                   | Piast Gliwice       |
| 15.08.1984 | Stal Stocznia Szczecin  | 4:1                   | Bałtyk II Gdynia    |
| 15.08.1984 | Moto Jelcz Oława        | 1:1 n. V. (4:2 i. E.) | Zagłębie Wałbrzych  |
| 15.08.1984 | Piast Nowa Ruda         | 2:1                   | Polonia Bytom       |
| 15.08.1984 | Powiśle Czernin         | 0:3                   | Gwardia Szczytno    |
| 15.08.1984 | Czarni Słupsk           | 0:1                   | Chemik Police       |
| 22.08.1984 | Broń Radom              | 0:0 n. V. (5:4 i. E.) | Radomiak Radom      |
| 22.08.1984 | Gwardia Warschau        | 3:1                   | Lechia Gdańsk       |

## 4. Runde
Die Spiele der 4. Runde fanden am 5. September und 28. Oktober 1984	 mit den Gewinnern der 3. Runde statt. Hinzu kamen die 16 Mannschaften der 1. Liga.
| Datum      |                         | Ergebnis              |                    |
| ---------- | ----------------------- | --------------------- | ------------------ |
| 05.09.1984 | Jadowniczanka Jadowniki | 1:7                   | Widzew Łódź        |
| 05.09.1984 | Hetman Zamość           | 1:5                   | Legia Warschau     |
| 05.09.1984 | Hutnik Krakau           | 0:1                   | Górnik Zabrze      |
| 05.09.1984 | Victoria Jaworzno       | 3:1                   | Ruch Chorzów       |
| 05.09.1984 | Moto Jelcz Oława        | 1:1 n. V. (4:3 n. E.) | Zagłębie Sosnowiec |
| 05.09.1984 | Igloopol Dębica         | 2:1 n. V.             | Szombierki Bytom   |
| 05.09.1984 | Lechia Zielona Góra     | 0:4                   | Lech Posen         |
| 05.09.1984 | Stal Stocznia Szczecin  | 1:1 n. V. (2:4 n. E.) | Bałtyk Gdynia      |
| 05.09.1984 | Gwardia Szczytno        | 2:5                   | ŁKS Łódź           |
| 05.09.1984 | Arkonia Szczecin        | 0:1                   | Śląsk Wrocław      |
| 05.09.1984 | Chemik Police           | 0:1                   | GKS Katowice       |
| 05.09.1984 | Broń Radom              | 0:0 n. V. (4:2 n. E.) | Wisła Krakau       |
| 05.09.1984 | Włókniarz Pabianice     | 0:2                   | Cracovia           |
| 05.09.1984 | Piast Nowa Ruda         | 2:1 n. V.             | Górnik Wałbrzych   |
| 05.09.1984 | Bug Wyszków             | 0:5                   | Motor Lublin       |
| 28.10.1984 | Gwardia Warschau        | 3:2                   | Pogoń Szczecin     |

## 5. Runde
Die Spiele der 5. Runde fanden am 28. Oktober, 21. und 28. November 1984	 mit den Gewinnern der 4. Runde statt.
| Datum      |                   | Ergebnis              |                 |
| ---------- | ----------------- | --------------------- | --------------- |
| 28.10.1984 | Moto Jelcz Oława  | 0:1                   | Igloopol Dębica |
| 21.11.1984 | Gwardia Warschau  | 0:3                   | Górnik Zabrze   |
| 21.11.1984 | Piast Nowa Ruda   | 0:3                   | Widzew Łódź     |
| 21.11.1984 | Motor Lublin      | 0:2                   | Legia Warschau  |
| 21.11.1984 | Cracovia          | 1:2                   | Lech Posen      |
| 21.11.1984 | Broń Radom        | 0:1                   | GKS Katowice    |
| 21.11.1984 | Victoria Jaworzno | 0:1                   | ŁKS Łódź        |
| 28.11.1984 | Śląsk Wrocław     | 1:1 n. V. (3:5 i. E.) | Bałtyk Gdynia   |

## Viertelfinale
Die Spiele wurden in Hin- und Rückspielen ausgetragen. Die erstgenannten Mannschaften hatten zuerst Heimrecht. Die Hinspiele fanden am 2. und 3. März, die Rückspiele am 13. März 1985 statt.
| Datum          |                 | Gesamt |                | Hinspiel | Rückspiel |
| -------------- | --------------- | ------ | -------------- | -------- | --------- |
| 02./13.03.1985 | Górnik Zabrze   | 5:3    | Legia Warschau | 3:1      | 2:2       |
| 03./13.03.1985 | Lech Posen      | 1:3    | Widzew Łódź    | 0:0      | 1:3       |
| 03./13.03.1985 | Igloopol Dębica | 2:4    | GKS Katowice   | 2:2      | 0:2       |
| 03./13.03.1985 | ŁKS Łódź        | 1:2    | Bałtyk Gdynia  | 1:1      | 0:1       |

## Halbfinale
Die erstgenannten Mannschaften hatten zuerst Heimrecht. Die Hinspiele fanden am 3. April 1985, die Rückspiele am 13. Juni 1985 statt.
| Datum             |              | Gesamt |               | Hinspiel | Rückspiel |
| ----------------- | ------------ | ------ | ------------- | -------- | --------- |
| 03.04./13.06.1985 | Widzew Łódź  | 4:3    | Górnik Zabrze | 3:0      | 1:3       |
| 03.04./13.06.1985 | GKS Katowice | 3:1    | Bałtyk Gdynia | 1:0      | 2:1       |

## Finale
| Widzew Łódź                                          | Widzew Łódź | GKS Katowice | GKS Katowice |
| ---------------------------------------------------- | --- | --- | ------------ |
| Widzew Łódź                                          | \| 26. Juni 1985 in Warschau (Stadion Wojska Polskiego) \| \| Ergebnis: 0:0 n. V., 3:1 n. E. \| \| Zuschauer: 12.000 \| \| Schiedsrichter: Andrzej Libich (Warschau) \| | \| 26. Juni 1985 in Warschau (Stadion Wojska Polskiego) \| \| Ergebnis: 0:0 n. V., 3:1 n. E. \| \| Zuschauer: 12.000 \| \| Schiedsrichter: Andrzej Libich (Warschau) \|                                                                                        | GKS Katowice |
| Widzew Łódź                                          | Henryk Bolesta – Kazimierz Przybyś, Roman Wójcicki, Marek Dziuba (92. Mirosław Kuniczuk), Krzysztof Kamiński – Mirosław Myśliński, Marek Podsiadło, Tadeusz Świątek (53. Mieczysław Kasperkiewicz), Jerzy Leszczyk – Dariusz Dziekanowski, Włodzimierz Smolarek Cheftrainer: Bronisław Waligóra | Franciszek Sput – Marek Matys, Piotr Piekarczyk, Krzysztof Zając, Jerzy Kapias – Wiktor Morcinek (75. Krzysztof Hetmański), Zbigniew Krzyzos, Józef Łuczak, Krzysztof Rzeszutek (64. Marian Chmaj) – Marek Biegun, Jan Furtok Cheftrainer: Zdzisław Podedworny | GKS Katowice |
| Widzew Łódź                                          | Elfmeterschießen | | GKS Katowice |
| Widzew Łódź                                          | 1:1 Roman Wójcicki 0 Dariusz Dziekanowski 2:1 Mirosław Myśliński 3:1 Henryk Bolesta | 0:1 Marek Biegun 0 Marek Matys 0 Krzysztof Zając 0 Józef Łuczak | GKS Katowice |
| 26. Juni 1985 in Warschau (Stadion Wojska Polskiego) | | |              |
| Ergebnis: 0:0 n. V., 3:1 n. E.                       | | |              |
| Zuschauer: 12.000                                    | | |              |
| Schiedsrichter: Andrzej Libich (Warschau)            | | |              |